# Engen (Ära)
Engen (japanisch 延元) ist eine japanische Ära (Nengō) von April 1336 bis Mai 1340 nach dem gregorianischen Kalender. Der vorhergehende Äraname ist Kenmu, die nachfolgende Ära heißt Kōkoku. Die Ära fällt in die Regierungszeit des Kaisers (Tennō) Go-Daigo.
Der erste Tag der Engen-Ära entspricht dem 11. April 1336, der letzte Tag war der 24. Mai 1340. Die Engen-Ära dauerte fünf Jahre oder 1505 Tage.

## Ereignisse
- 1336 Juli Schlacht am Minatogawa zwischen Ashikaga Takauji und Kaiser Go-Daigo
- 1336 Der Kenmu-Kodex (建武式目, Kenmu Shikimoku) wird erlassen
- 1336 Go-Daigo verlegt den Hof von Kyōto in die Yoshino-Berge
- 1337 Belagerung der Burg Kanegasaki durch Ashikaga Takauji. Letzte Schlacht des Nitta-Klans für den Südhof
- 1338 Nitta Yoshisada und Kitabatake Akiie sterben im Kampf
- 1339 Go-Murakami wird Tennō